# 今村勲
今村 勲（いまむら いさお、1951年5月19日 - ）は、福岡県の社会活動家。福岡県久留米市生まれ、現在も久留米市に在住。

## 人物
身長178cm　血液型 O型　最終学歴　産能短期大学卒業
福岡県三井郡北野町（久留米市との合併前）が1992年に全国に先駆けて環境美化条例（ポイ捨て禁止条例罰則付き）を施行して以来、町民の環境美化に対する意識が高まる中、筑後川河川敷の不法投棄物（主にテレビ、ビデオデッキ等の黒物家電）のボランティアによる回収作業に参加する。しかし、ただ回収しても町の粗大ごみの量が増えるばかりで解決策としては不十分であることに気付き、これらの家電品の修理再販を模索し、修理技術者を募る活動も合わせて開始する。1997年、3人の修理技術者の協力を得て回収家電品の修理を開始、約3割の修理が可能となる。修理済の家電はリサイクルショップに引き取ってもらうことになり、翌1998年には年間90万円の収入を得られるまでになった。1998年12月1日、議員立法によるNPO法が施行され同日団体名を「再生工房」としてNPO法人設立認証を申請、1999年4月、福岡県内で初のNPO法人として認証を受ける。その後NPO法人設立方法の相談が殺到したため、NPO法人再生工房の理事長を辞し、NPO法人設立支援活動に専念する。支援活動は福岡県内にとどまらず、佐賀県、長崎県、大分県など、北部九州一帯に及び、最近の10年間で60件を超えるNPO法人の設立支援に無償で取り組んだ。

## 社会活動家としての経歴
- 1999年：NPO法人再生工房を設立、理事長に就任。福岡県で初のNPO法人認証団体となる。
- 2003年:NPO法人NPO久留米を設立、理事兼事務局長に就任。久留米市に市民活動支援センター設置を提言する。
- 2006年:NPO法人久留米市市民活動支援機構を設立、代表理事に就任。
- 2006年:久留米市が久留米市市民活動サポートセンターセンターみんくるを開設。センター長に就任。
- 2009年:NPO法人日本ガーディアン・エンジェルスの理事に就任
- 2010年:NPO法人筑後地域救急医療研究会の監事に就任。筑後地域の救急医療体制の充実を目指す救急医療専門ドクターチームのNPO法人化を支援し、運営アドバイザーとしてサポートする。

## 公的委嘱の経歴
- 福岡県地域づくりアドバイザー
- 久留米市市民活動サポートセンター検討委員会委員
- 大木町住民活動推進協議会副委員長
- 鳥栖市市民協働推進協議会会長
- 福岡県協働推進協議会　委員
- 上毛町地域づくり補助金審査会審査委員長
- 久留米市市民活動補助金審査会審査委員
- 久留米市事業仕分け・事業等評価アドバイザー
- 久留米市市民活動促進検討委員会委員
- 久留米市キラリ輝く市民活動推進補助金評価委員

## 非営利分野の研究者としての経歴
- 久留米大学経済学部特別講師（市民事業論、非営利組織論）

## 著書
- 2001年：NPO法人の作り方（自費出版）
- 2002年：改訂版NPO法人の作り方（自費出版）
- 2003年：NPO法人設立の手引き（自費出版）
- 2005年：市民参加のまちづくり（共著　創成社）